# Irunzata
Irunzata (auch: Irumzata, Irunzata Ayllu Primer Jujcho und Qaqachaca-Irunzata) ist ein Weiler im Departamento Oruro im Hochland des südamerikanischen Andenstaates Bolivien.

## Lage im Nahraum
Irunzata ist eine Ortschaft des Vicecantón Kakachaca im Municipio Challapata in der Provinz Eduardo Avaroa. Die Ortschaft liegt auf einer Höhe von 4145 m in einem verkehrsfernen Bereich im südlichen Teil der Cordillera Azanaques.

## Geographie
Irunzata liegt am östlichen Rand des bolivianischen Altiplano in der Gebirgskette der Cordillera Central. Das Klima der Region ist ein typisches Tageszeitenklima, bei dem die täglichen Temperaturschwankungen deutlicher ausfallen als die mittleren jahreszeitlichen Schwankungen.
Die Jahresdurchschnittstemperatur der Region liegt bei 8–9 °C (siehe Klimadiagramm Challapata) und schwankt zwischen 4 °C im Juni und Juli und 11 °C im Dezember. Der Jahresniederschlag beträgt knapp 350 mm, bei einer ausgeprägten Trockenzeit von April bis Oktober mit Monatsniederschlägen unter 15 mm, und nennenswerten Niederschlägen nur von Dezember bis März mit 60 bis 80 mm Monatsniederschlag.

## Verkehrsnetz
Irunzata liegt in einer Entfernung von 158 Straßenkilometern südöstlich von Oruro, der Hauptstadt des gleichnamigen Departamentos.
Von Oruro führt die asphaltierte Nationalstraße Ruta 1 in südlicher Richtung 116 Kilometer bis Challapata, wo die Ruta 30 nach Uyuni abzweigt. Von Challapata aus führt die Ruta 1 vorbei an Ancacato zu dem 22 Kilometer entfernten Andamarca Crucero und von dort weiter über Cruce Culta nach Potosí und weiter nach Tarija und an die argentinische Grenze.
Wenige hundert Meter hinter Andamarca Crucero zweigt in nordöstlicher Richtung eine unbefestigte Landstraße ab, die hier den Río Crucero überquert und als Ruta 32 projektiert ist und weiter nach Pocoata an der Ruta 6 führen soll. Nach 19 Kilometern durchquert die Ruta 32 den kleinen Weiler Irunzata und führt dann weiter in nordöstlicher Richtung über Vintuta und Cachuyo nach Berenguela. Anschließend verlässt sie das Departamento und verläuft dann im Departamento Potosí in der Provinz Chayanta bis zu ihrem Endpunkt an der Ruta 6.

## Bevölkerung
Die Einwohnerzahl der Ortschaft ist im Jahrzehnt zwischen den beiden letzten Volkszählungen geringfügig zurückgegangen:
| Jahr | Einwohner         | Quelle       |
| ---- | ----------------- | ------------ |
| 1992 | keine Detaildaten | Volkszählung |
| 2001 | 73                | Volkszählung |
| 2012 | 66                | Volkszählung |
| 2024 |                   | Volkszählung |

Die Region weist einen hohen Anteil an Quechua-Bevölkerung auf, im Municipio Challapata sprechen 59,2 Prozent der Bevölkerung Quechua.